# Кам'яниця Муратовичів
Кам'яниця Муратовичів (також палац Мірів, палац Міра; конскрипційний № 118) — житловий будинок XVIII століття, пам'ятка архітектури національного значення (охоронний № 319), пам'ятка історії місцевого значення (охоронний № 1281). Розташований в історичному центрі Львова, на вулиці Вірменській під № 13.

## Історія
На місці, де стоїть сучасний будинок № 13, первісно стояли дві кам'яниці, зведені у XVI—XVII століттях, які належали родинам Убалевичів (Цефутів) і Муратовичів. У кам'яниці Муратовичів мешкав вірменський першодрукар Говганес Карматанянц (Іван Муратович).
В останній половині XVIII століття ці будівлі вже були майже зруйновані, тому в 1773 році архітектор Петро Полейовський вирішив на їх місці звести свою власну кам'яницю і придбав цю ділянку за 2 500 золотих ринських. Він власноруч склав проект триповерхового будинку, а будівництвом керував майстер цеху мулярів Йосиф Дубльовський. Однак навесні 1776 року Полейовський раптово помер, а незабаром, у 1778 році, пожежа, яка спалахнула у вірменському кварталі, значно пошкодила недобудований будинок Полейовського. Вдова архітектора, Маріанна Полейовська, продала напівзгорілу будівлю буському старості графу Йозефу Міру, який наказав відновити будинок. Роботи з реконструкції проводилися у 1781—1783 роках за проектом архітектора П'єра Дені Ґібо, під керівництвом майстра будівничого Йогана Ґенцеля.
З 1857 року в кам'яниці розташовувалася Цісарсько-королівська прокураторія скарбу, яка перед Першою світової війною переїхала у новий будинок на сучасній вулиці Саксаганського. У 1928—1930 роках тут діяло товариство «Релігійна бібліотека» із друкарнею, у 1930—1933 роках — архідієцезіальна спілка вірменської діаспори, у 1936—1940 роках у кам'яниці розміщувався музей вірменської єпархії.
У 1999—2001 роках провели реконструкцію кам'яниці за проектом Оксани Курдидик. Під час реставраційних робіт виявили і відновили первісні елементи інтер'єру та екстер'єру, відтворили первісний рівень вірменського дворика та його автентичне покриття з природного каменю. Окрім того, в підвалах знайшли сліди давньої каналізації з дерев'яних жолобів, а на подвір'ї — надгробок із написом вірменською та датою «1559». Паралельно з реставрацією кам'яниці археологічна експедиція при Інституті українознавства провела археологічні дослідження у подвір'ї будинку. Розкопки виявили залишки старовинних кам'яних і дерев'яних споруд, зокрема, на глибині 3,5 метрів знайшли 14-вінцевий дерев'яний зруб XI століття, над ним — аркове склепіння колишньої проїзної вежі XVI—XVII століть, на глибині 2,4 м — прошарок зі слідами сильної пожежі приблизно 1527 року. Також експедиція зібрала значну кількість старовинних виробів зі скла, металу, кераміки тощо. Після реставраційних робіт підвали та перший поверх кам'яниці пристосували під ресторан «Кілікія».
У листопаді 2017 року відреставрували балкон, консолі та фігурки путті.
У листопаді 2018 року в колишній кам'яниці відкрився перший у Львові заклад харчування «Білий налив» із київської мережі однойменних закладів.  

## Опис
Будинок чотириповерховий (первісно — триповерховий), цегляний, тинькований, у плані — неправильний прямокутник із невеликим подвір'ям і меншим дворовим флігелем. Головний фасад симетричний, на сім вікон, розчленований вертикально ризалітом, розміщеним на центральній осі. Згідно опису кам'яниці, датованого 13 травня 1783 року, первісно фасад увінчувався бароковим аттиком із кам'яними декоративними вазонами на постаментах, між якими стояла металева решітка. Пізніше аттик прибрали і перебудували завершення фасаду у більш класицистичному стилі. Оздоблення фасаду у стилі рококо частково втрачене.
На центральній осі, у правій частині ризаліту розташований головний вхід, виконаний у вигляді аркового порталу, у лівій частині первісно була подібна за формою брама, що вела на подвір'я, проте пізніше проїзд заклали та замість брами прорубали вікно.
Центральний ризаліт облямований пласкими лопатками із гірляндами на рівні останнього поверху та підкреслюється великим, на всю ширину ризаліту, балконом із кованими ґратами, який є художньо-композиційним центром фасаду будівлі. Підтримують балкон вісім фігурних, різьблених в камені консолей, розташованих симетрично і трохи різних за формою. Дві центральні консолі та дві пари бічних консолей прикрашені на своїх постаментах листям аканта, а на лицевих торцях — вставками у вигляді тригліфів, до того ж бічні площини двох крайніх консолей прикрашені волютоподібним візерунком. Останні дві консолі, розташовані над головним входом і над колишньою в'їзною брамою, також прикрашені на постаментах акантом, а на торцях — маскаронами у вигляді химерних демонічних істот із великими вухами. З боків балкон оточують дві фігури путті, розміщені на постаментах, прикрашених лавровими гірляндами, аналогічними до гірлянд, розміщених на лопатках ризаліту. Прикрашають балкон витончені ажурні ковані ґрати з геометризованим звивистим орнаментом. Маскарони на балконних консолях і фігурки путті виготовив близько 1775 року скульптор Матвій Полейовський, брат Петра Полейовського.
Перший поверх візуально відділений від основної площини фасаду горизонтальною профільованою тягою. Вікна першого поверху, розташовані обабіч ризаліту, мають невелике аркове завершення та прикрашені однаковими декоративними консольками, оздобленими за мотивами головних, балконних консолей акантом та рослинним орнаментом. На зрізаному лівому розі будівлі виділяється окрема декоративна картушовидна консоль, виконана у стилі рококо і прикрашена декором із мушлі, листя аканта та рослинного орнаменту; ця консоль слугує постаментом для фігури Діви Марії, встановленої у 2002 році.
На другому поверсі два вікна та балконні двері центрального ризаліту мають рясне оздоблення, яке підсилює художню виразність фасаду. Вони прикрашені сандриками із лучковими фронтонами, у тимпанах яких розміщені барельєфні композиції: над балконними дверми — лежача фігура крилатого путто з короною в руках та військова атрибутика (щит, шолом, булава), над вікнами — людські погруддя у профіль (жіноче над лівим, чоловіче — над правим вікном) та арабесковий орнамент. Ці барельєфи створені у 1820 році скульптором Фридериком Бауманом. Над тимпанами під карнизами фронтонів — рослинні гірлянди з невеликими розетками. Вікна другого поверху обабіч ризаліту прикрашені лучковими сандриками з рослинним орнаментом під карнизом.
Три вікна третього поверху ризаліту також прикрашені лучковими сандриками, над центральним вікном, по центру — декоративна волюта, перев'язана зібраним обрусом, два інших вікна прикрашені замковим каменем у вигляді волюти з листям аканта та невеликими волютами по боках. Вікна третього поверху обабіч ризаліту мають скромніше декорування — лучкові сандрики із трапецієподібними замковими каменями. Вікна четвертого поверху, надбудованого пізніше, мають просту прямокутну, без декору форму.
На тильному фасаді також розташовані балкони, які підтримуються волютовидними кронштейнами. Внутрішнє планування — секційного типу. В інтер'єрах збереглося, зокрема, мозаїчне покриття підлоги, виконане у 1909 році фірмою G. Zuliani. В елементах інтер'єру простежуються риси класицизму. На подвір'ї первісно розміщувалися стайня та господарські приміщення.
Будинок № 13 по вулиці Вірменській — класичний приклад львівського житлового будинку-палацу XVIII століття.

## Видатні мешканці
- Говганес Карматанянц — вірменський першодрукар (мешкав у кам'яниці, що стояла на місці сучасного будинку)
- Петро Полейовський — львівський архітектор.

## Галерея

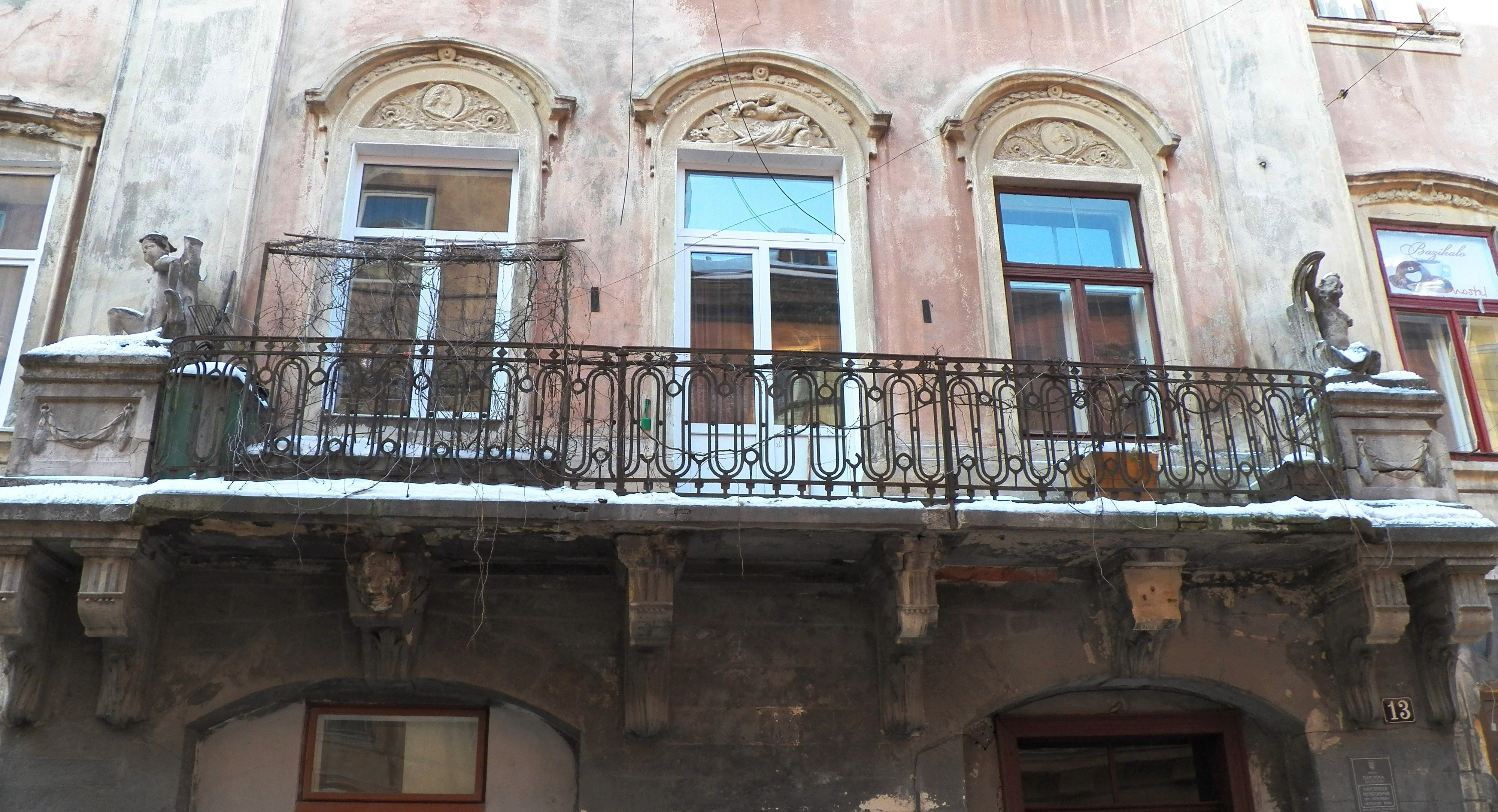
Балкон на чоловому фасаді
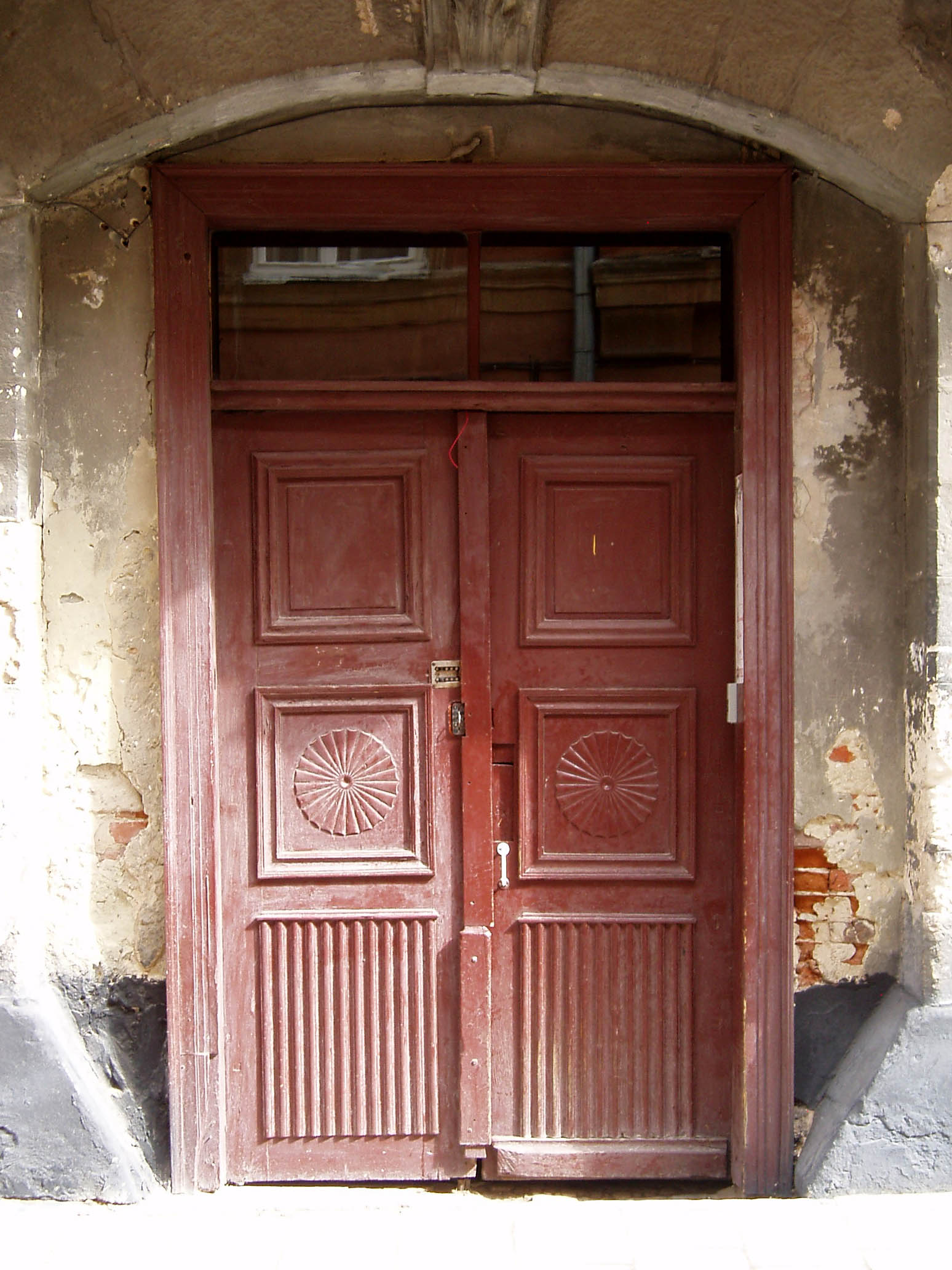
Головний вхід
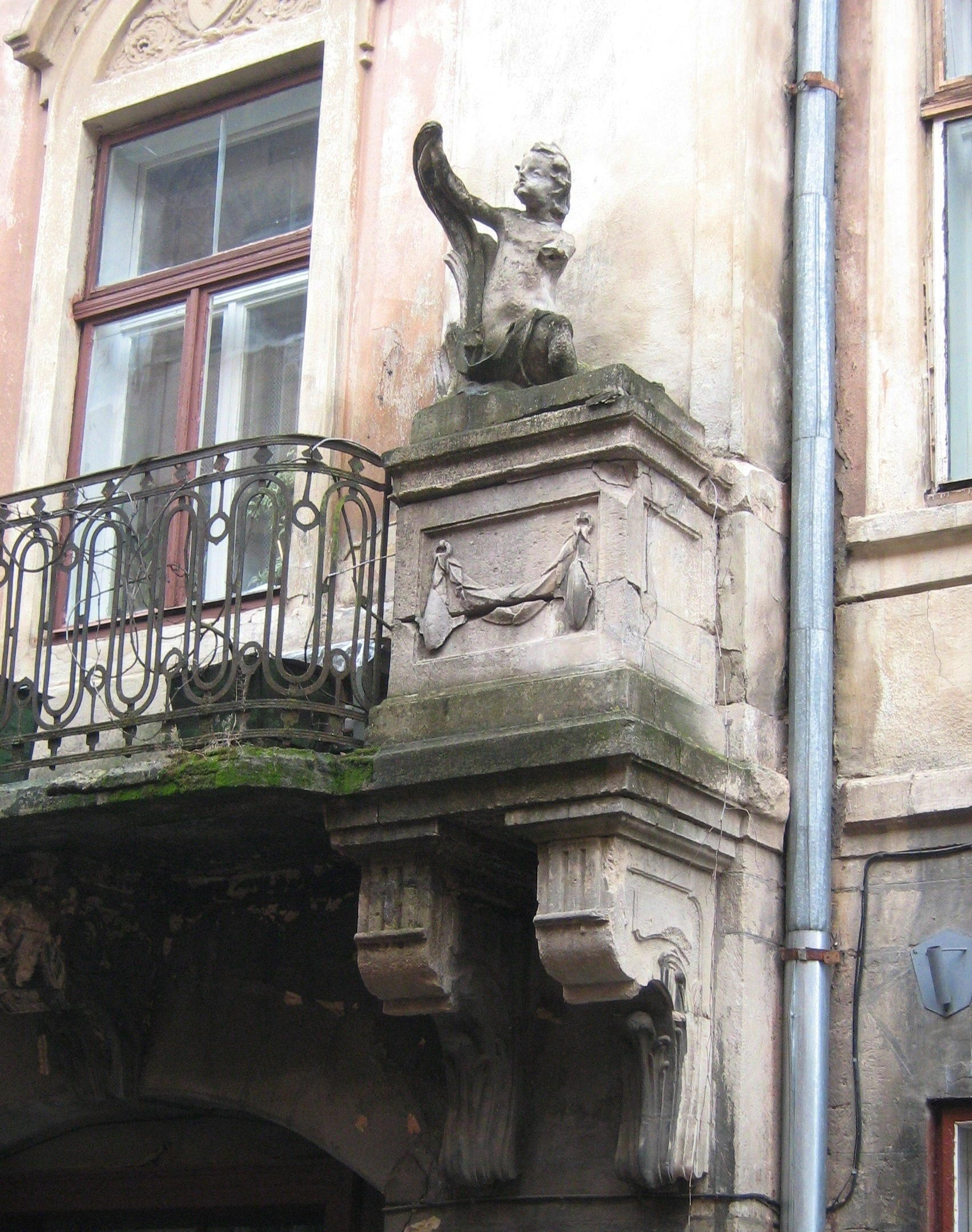
Фігурка путто
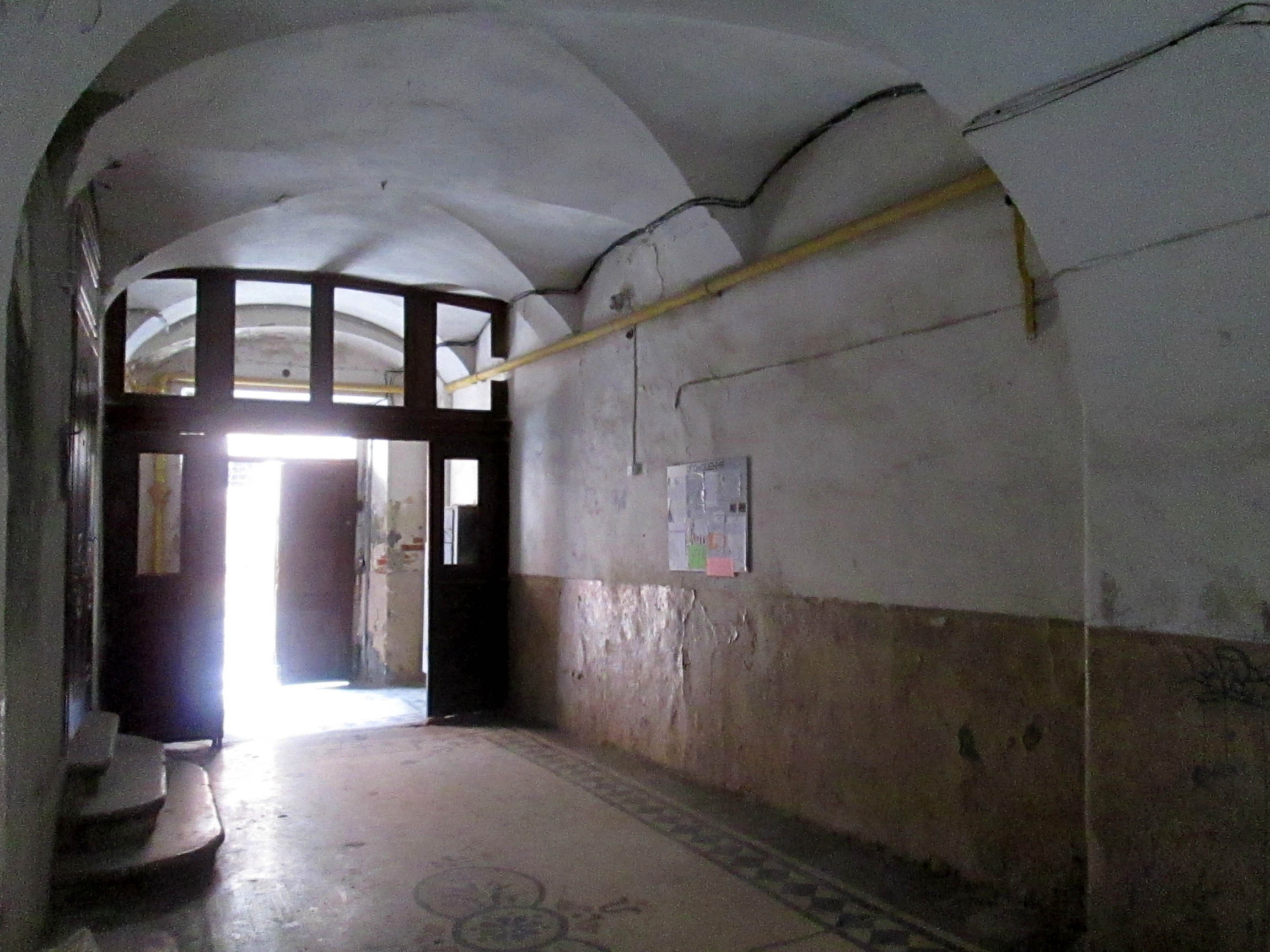
Склепінчастий вестибюль
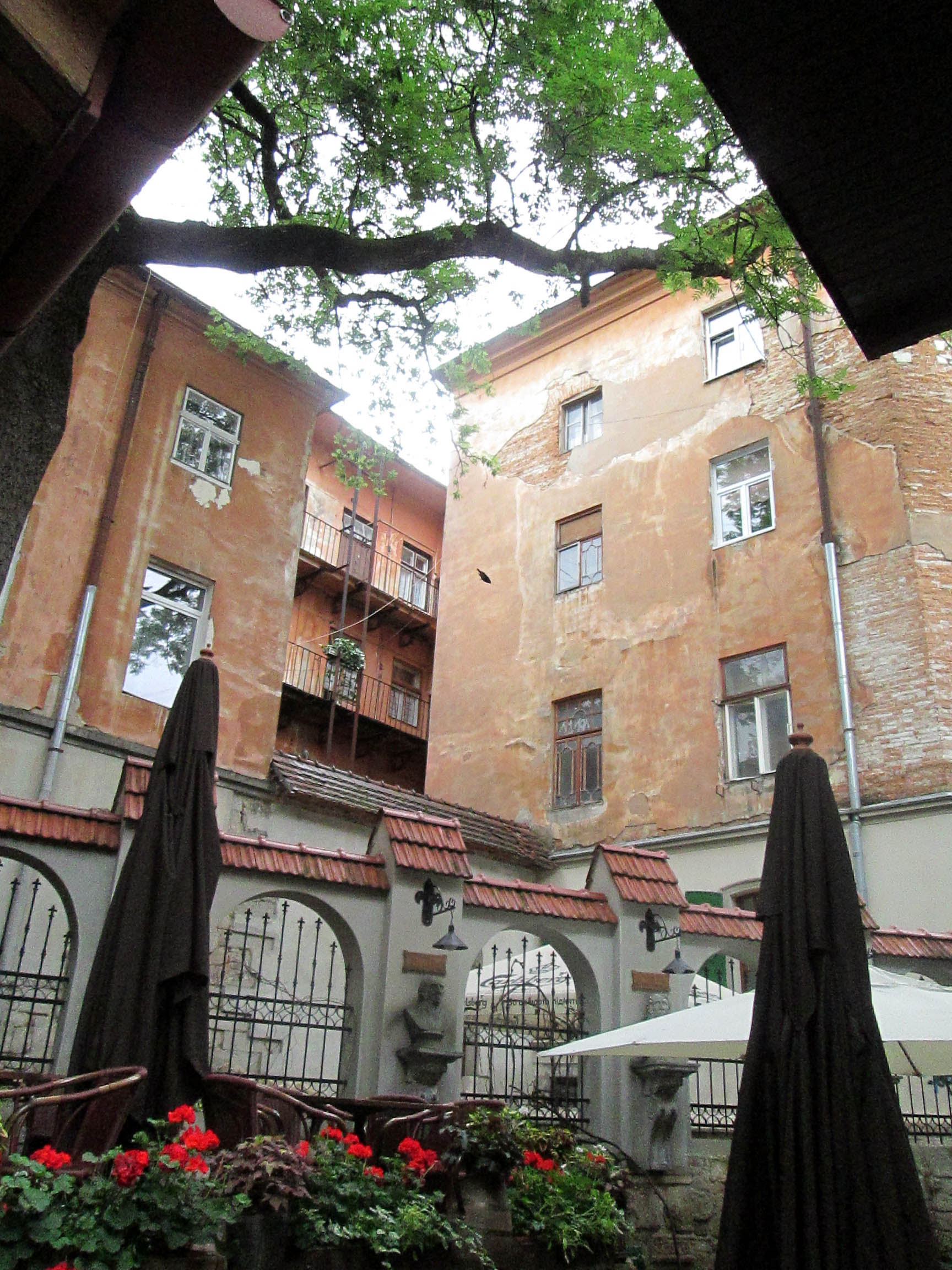
Тильний фасад